# Campionato mondiale WCR 2024
Il campionato mondiale WCR 2024 è  stata la prima edizione del campionato mondiale WCR.

## Stagione

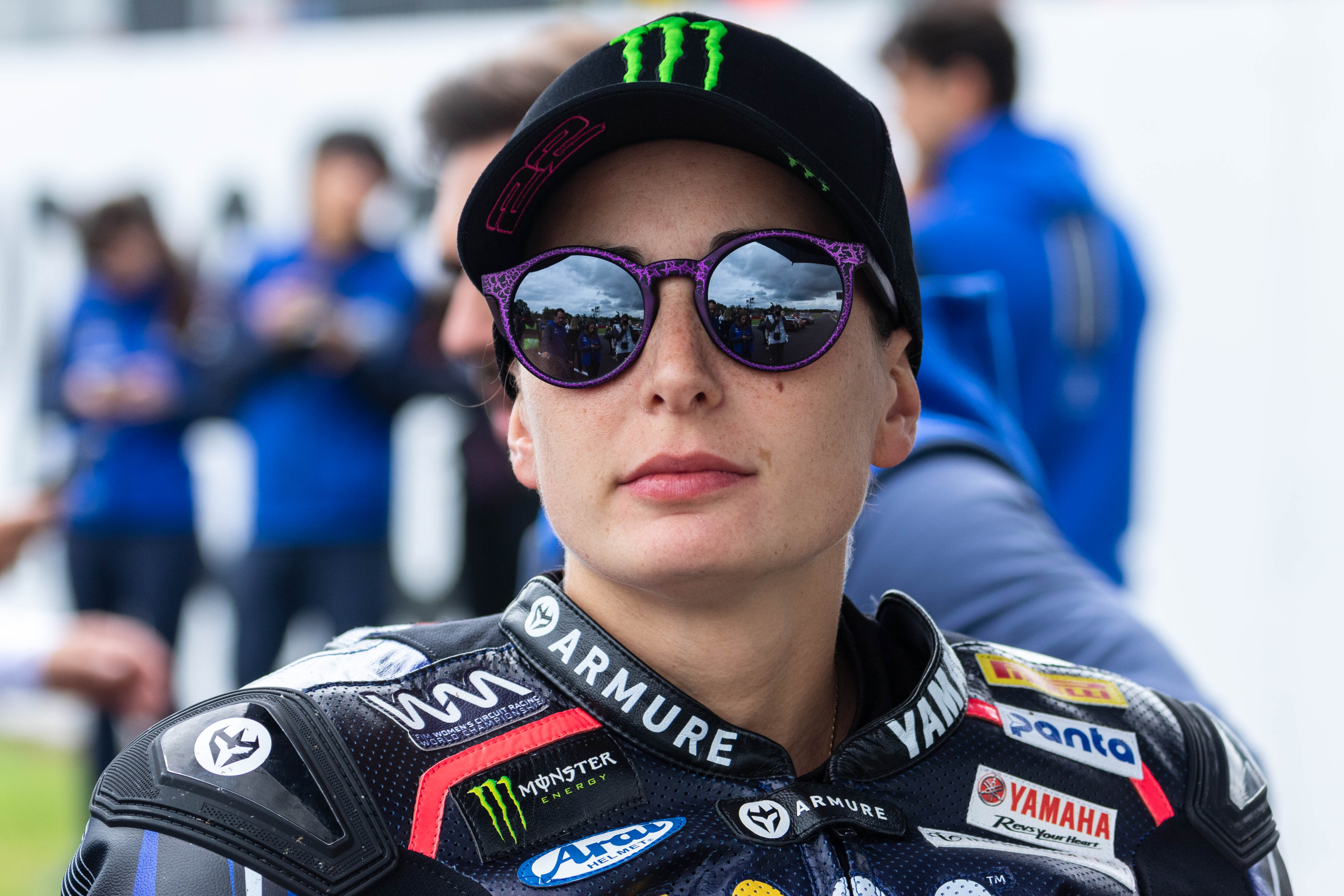
Ana Carrasco, con quasi 250 punti, si aggiudica l'edizione inauguarle del Campionato mondiale WCR.

Ad aprile del 2023, in concomitanza col Gran Premio di Spagna, viene annunciata l'imminente creazione di una competizione mondiale di motociclismo riservata alle donne. Il campionato, chiamato WCR (acronimo di Women's Circuit Racing), vede la luce nel 2024 ed entra a pieno titolo tra le serie di supporto del campionato mondiale Superbike.
Sono venticinque le atlete titolari in questa prima stagione, nella quale emergono subito le spagnole María Herrera, Ana Carrasco e Sara Sánchez che, forti di una maggior esperienza internazionale, monopolizzano quasi tutti i posti sul podio e infliggono distacchi nell'ordine delle decine di secondi al resto del gruppo. Col doppio successo di Misano María Herrera si porta al comando della classifica, posizione che mantiene per metà campionato ossia prima del sorpasso da parte della Carrasco. Entrambe molto performanti su tutte le piste, a decidere la contesa è quindi la costanza di rendimento: la Herrera, pur con sei vittorie (la metà delle gare disputate), deve accontentarsi del secondo posto finale complici due gare terminate senza punti. Carrasco invece centra sempre il podio e vince il titolo con quasi cinquanta lunghezze di margine. Per la spagnola si tratta del secondo mondiale vinto dopo quello del 2018 in Supersport 300.
Il motociclismo italiano, oltre ad essere rappresentato da numerose squadre (tra cui Evan Bros che fornisce la YZF-R7 ad Ana Carrasco), vede in Roberta Ponziani una delle protagoniste della manifestazione: quinta a fine campionato e seconda in gara due al Cremona Circuit.

## Partecipanti
Tutte le partecipanti utilizzano una Yamaha YZF-R7 equipaggiata con pneumatici forniti dalla Pirelli.
| Nº | Pilota              | Squadra                            |
| -- | ------------------- | ---------------------------------- |
| 4  | Emily Bondi         | YART Zelos Black Knights Team      |
| 5  | Krystal Silfa       | Italika Racing FIMLA               |
| 6  | María Herrera       | Klint Forward Factory Team         |
| 8  | Tayla Relph         | Tayco Motorsport                   |
| 10 | Ran Yochay          | 511 Terra&Vita Racing Team         |
| 14 | Mallory Dobbs       | Sekhmet Motorcycle Racing Team     |
| 15 | Sara Varon          | Italika Racing FIMLA               |
| 16 | Lucy Michel         | TSL-Racing                         |
| 19 | Adela Ourednickova  | Dafit Motoracing                   |
| 21 | Nicole Van Aswegen  | Andalaft Racing                    |
| 22 | Ana Carrasco        | Evan Bros Racing Yamaha Team       |
| 25 | Irene Bramato       | Team Roc'n'dea - De Angelis Team   |
| 27 | Rafaela Peixoto     | RP27                               |
| 28 | Ornella Ongaro      | Yamaha Motoxracing WCR Team        |
| 29 | Mia Rusthen         | Rusthen Racing                     |
| 32 | Sonya Lloyd         | Lloyd Motorsports                  |
| 33 | Chun Mei Liu        | WT Racing Team Taiwan              |
| 34 | Alyssia Whitmore    | Sekhmet Motorcycle Racing Team     |
| 35 | Lena Kemmer         | Bertl K. Racing                    |
| 36 | Beatriz Neila       | Ampito/Pata Prometeon Yamaha       |
| 44 | Luna Hirano         | Team Luna                          |
| 46 | Pakita Ruiz         | PS Racing Team 46+1                |
| 50 | Avalon Lewis        | Carl Cox Motor Sports              |
| 51 | Chloe Jones         | GR Motorsport                      |
| 52 | Jessica Howden      | Team Trasimeno                     |
| 53 | Irina Nadieieva     | MPS.RT                             |
| 64 | Sara Sánchez        | 511 Terra&Vita Racing Team         |
| 76 | Jamie Hanks-Elliott | Sekhmet Motorcycle Racing Team     |
| 77 | Andrea Sibaja       | Deza - Box 77 Racing Team          |
| 83 | Astrid Madrigal     | Italika Racing FIMLA               |
| 94 | Beatrice Barbera    | Team GP3 AD11 by Tirso             |
| 96 | Roberta Ponziani    | Yamaha Motoxracing WCR Team        |
| 99 | Isis Carreno        | AD78 FIM Latinoamerica by Team GP3 |

| Legenda            |
| ------------------ |
| Pilota wildcard    |
| Pilota sostitutiva |

## Calendario
Dove non indicata la nazionalità si intende pilota Spagnola.
| Nº | Data              | Gran Premio    | Circuito        | Pole Position | Vincitrice gara 1 | Vincitrice gara 2 | Leader del Campionato | Resoconto |
| -- | ----------------- | -------------- | --------------- | ------------- | ----------------- | ----------------- | --------------------- | --------- |
| 1  | 14 e 15 giugno    | Emilia-Romagna | Misano          | María Herrera | María Herrera     | María Herrera     | María Herrera         | Resoconto |
| 2  | 13 e 14 luglio    | Regno Unito    | Donington       | Ana Carrasco  | Ana Carrasco      | María Herrera     | María Herrera         | Resoconto |
| 3  | 10 e 11 agosto    | Portogallo     | Portimão        | María Herrera | María Herrera     | Ana Carrasco      | María Herrera         | Resoconto |
| 4  | 21 e 22 settembre | Italia         | Cremona Circuit | María Herrera | María Herrera     | Ana Carrasco      | Ana Carrasco          | Resoconto |
| 5  | 12 e 13 ottobre   | Portogallo     | Estoril         | Ana Carrasco  | Ana Carrasco      | Sara Sánchez      | Ana Carrasco          | Resoconto |
| 6  | 19 e 20 ottobre   | Spagna         | Jerez           | Sara Sánchez  | María Herrera     | Sara Sánchez      | Ana Carrasco          | Resoconto |

## Classifica
| Pos. | Pilota              |     |     |     |     |     |     |     |     |    |     |     |    | P.ti |
| ---- | ------------------- | --- | --- | --- | --- | --- | --- | --- | --- | -- | --- | --- | -- | ---- |
| 1    | Ana Carrasco        | 2   | 3   | 1   | 2   | 3   | 1   | 3   | 1   | 1  | 2   | 2   | 3  | 244  |
| 2    | María Herrera       | 1   | 1   | 4   | 1   | 1   | 3   | 1   | Rit | 2  | 3   | 1   | NC | 215  |
| 3    | Sara Sánchez        | 3   | 2   | 3   | 3   | 2   | 2   | 2   | Rit | 4  | 1   | Rit | 1  | 191  |
| 4    | Beatriz Neila       | 5   | 4   | 2   | 4   | 4   | 4   | 5   | 4   | 3  | 4   | 3   | 2  | 172  |
| 5    | Roberta Ponziani    | 4   | 5   | 5   | Rit | 6   | 5   | 4   | 2   | 7  | 5   | 4   | 4  | 135  |
| 6    | Pakita Ruiz         | 10  | 9   | 8   | 8   | 5   | 6   | 6   | 6   | 6  | 6   | 5   | 5  | 112  |
| 7    | Tayla Relph         | Rit | 12  | 9   | 6   | 8   | Rit | 7   | 3   | 5  | Rit | 7   | 7  | 83   |
| 8    | Astrid Madrigal     | 12  | Rit | 13  | 13  | 10  | 7   | 9   | 7   | 9  | 8   | 13  | 15 | 60   |
| 9    | Ran Yochay          | 8   | 8   | 6   | 5   | 15  | 12  | 16  | 13  | 15 | 13  | 11  | 14 | 56   |
| 10   | Ornella Ongaro      | Rit | 7   | 7   | Rit | 13  | 8   | 12  | 9   | 14 | 12  | 12  | 11 | 55   |
| 11   | Mallory Dobbs       | Rit | 15  | 17  | Rit | Rit | 9   | 10  | Rit | 8  | 7   | 9   | 9  | 45   |
| 12   | Isis Carreno        | 6   | 6   |     |     |     |     |     |     | 13 | 9   | 10  | 10 | 42   |
| 13   | Adela Ourednickova  | 13  | 14  | 11  | 10  | 14  | 13  | 15  | 11  | 10 | 10  | Rit | 16 | 39   |
| 14   | Chun Mei Liu        | 7   | Rit | 10  | Rit | 12  | 11  | 13  | 12  | NC | NP  |     |    | 31   |
| 15   | Emily Bondi         | 15  | Rit | 20  | 11  | Rit | 10  | 11  | 8   | 11 | 15  | Rit | 17 | 31   |
| 16   | Lucy Michel         | 9   | 10  | 15  | 7   | 16  | 15  | 17  | 10  | 19 | 16  | 17  | 18 | 30   |
| 17   | Jessica Howden      | Rit | NP  |     |     | 7   | Rit | 19  | Rit | 21 | Rit | 8   | 8  | 25   |
| 18   | Chloe Jones         |     |     |     |     |     |     |     |     |    |     | 6   | 6  | 20   |
| 19   | Andrea Sibaja       | 16  | 19  | 19  | 16  | 11  | 16  | 20  | 14  | 12 | 11  | 18  | 12 | 20   |
| 20   | Avalon Lewis        |     |     |     |     |     |     | 8   | 5   |    |     |     |    | 19   |
| 21   | Nicole Van Aswgen   | 11  | 13  | 16  | 14  | 9   | Rit |     |     |    |     |     |    | 17   |
| 22   | Lena Kemmer         | Rit | 11  | 12  | 12  | Rit | 14  | Rit | 15  | 16 | 18  | 15  | 19 | 17   |
| 23   | Luna Hirano         | 14  | 16  | 14  | 9   | 17  | 18  | 14  | Rit | 20 | 19  | 19  | 22 | 13   |
| 24   | Jamie Hanks-Elliott |     |     |     |     | Rit | 17  |     |     | 18 | 14  | 14  | 13 | 7    |
| 25   | Krystal Silfa       | 17  | 20  | 18  | 15  |     |     |     |     |    |     |     |    | 1    |
| NC   | Sarah Varon         |     |     |     |     | 20  | 20  | Rit | Rit | 17 | 17  | 16  | 20 | 0    |
| -    | Irene Bramato       |     |     |     |     |     |     | 18  | 16  |    |     |     |    | 0    |
| -    | Beatrice Barbera    | Rit | 17  |     |     |     |     |     |     |    |     |     |    | 0    |
| -    | Iryna Nadieieva     | Rit | 18  |     |     | Rit | 19  |     |     |    |     |     |    | 0    |
| -    | Alyssia Whitmore    | 18  | NP  | Rit | NP  |     |     | Rit | NP  |    |     |     |    | 0    |
| -    | Rafaela Peixoto     |     |     |     |     |     |     |     |     | 22 | 20  |     |    | 0    |
| -    | Sonya Lloyd         |     |     |     |     |     |     |     |     |    |     | Rit | 21 | 0    |
| -    | Mia Rusthen         | Rit | NP  |     |     |     |     |     |     |    |     |     |    | 0    |
| Pos. | Pilota              |     |     |     |     |     |     |     |     |    |     |     |    | P.ti |

| Legenda | 1º posto        | 2º posto            | 3º posto           | A punti      | Senza punti        | Grassetto – Pole position Corsivo – Giro più veloce |
| Legenda | Gara non valida | Non qual./Non part. | Ritirato/Non class | Squalificato | '-' Dato non disp. | Grassetto – Pole position Corsivo – Giro più veloce |

## Sistema di punteggio
| Pos.  | 1  | 2  | 3  | 4  | 5  | 6  | 7 | 8 | 9 | 10 | 11 | 12 | 13 | 14 | 15 | 16> |
| Punti | 25 | 20 | 16 | 13 | 11 | 10 | 9 | 8 | 7 | 6  | 5  | 4  | 3  | 2  | 1  | 0   |